# Driedaagse De Panne - Koksijde 2008
La Driedaagse De Panne - Koksijde 2008 (it.: Tre giorni di La Panne 2008), trentaduesima edizione della corsa, si svolse in due tappe e due semitappe dal 1º al 3 aprile 2008 per un percorso di 552,7 km. Fu vinta dall'olandese Joost Posthuma, che terminò la gara in 14h15'05".

## Tappe
| Tappa  | Data      | Percorso                     | km    | Vincitore di tappa | Leader cl. generale |
| ------ | --------- | ---------------------------- | ----- | ------------------ | ------------------- |
| 1ª     | 1º aprile | Middelkerke > Zottegem       | 192   | Enrico Gasparotto  | Enrico Gasparotto   |
| 2ª     | 2 aprile  | Zottegem > Koksijde          | 228   | Mark Cavendish     | Enrico Gasparotto   |
| 3ª-1ª  | 3 aprile  | De Panne > De Panne          | 119   | Mark Cavendish     | Enrico Gasparotto   |
| 3ª-2ª  | 3 aprile  | De Panne (cron. individuale) | 13,7  | Joost Posthuma     | Joost Posthuma      |
| Totale | Totale    | Totale                       | 552,7 |                    |                     |

## Squadre e corridori partecipanti
| N.      | Cod. | Squadra             |
| ------- | ---- | ------------------- |
| 1-8     | LAM  | Lampre              |
| 11-18   | QST  | Quick Step          |
| 21-28   | AST  | Astana              |
| 31-38   | SDV  | Saunier Duval-Scott |
| 41-48   | SIL  | Silence-Lotto       |
| 51-58   | RAB  | Rabobank            |
| 61-68   | THR  | Team High Road      |
| 71-78   | BTL  | Bouygues Télécom    |
| 81-88   | LIQ  | Liquigas            |
| 91-98   | FDJ  | Française des Jeux  |
| 101-108 | MRM  | Team Milram         |
| 111-118 | ELK  | Elk Haus-Simplon    |

| N.      | Cod. | Squadra                      |
| ------- | ---- | ---------------------------- |
| 121-128 | TCS  | Tinkoff Credit Systems       |
| 131-138 | BAR  | Team Barloworld              |
| 141-148 | COS  | Cycle Collstrop              |
| 151-158 | TSL  | Team Slipstream              |
| 161-168 | CSK  | PSK Whirlpool-Author         |
| 171-178 | MIT  | Mitsubishi-Jartazi           |
| 181-188 | VBG  | Team Volksbank               |
| 191-198 | LAN  | Landbouwkrediet-Tönissteiner |
| 201-208 | TSV  | Topsport Vlaanderen          |
| 211-218 | SKS  | Skil-Shimano                 |
| 221-228 | ASA  | Acqua & Sapone-Caffè Mokambo |

## Dettagli delle tappe

### 1ª tappa
- 1º aprile: Middelkerke > Zottegem – 192 km

Risultati
| Pos. | Corridore           | Squadra      | Tempo    |
| ---- | ------------------- | ------------ | -------- |
| 1    | Enrico Gasparotto   | Barloworld   | 4h58'11" |
| 2    | Luca Paolini        | Acqua & Sap. | s.t.     |
| 3    | José Iván Gutiérrez | C. d'Epargne | s.t.     |

| Pos. | Corridore         | Squadra      | Tempo    |
| ---- | ----------------- | ------------ | -------- |
| 1    | Enrico Gasparotto | Barloworld   | 4h58'00" |
| 2    | Luca Paolini      | Acqua & Sap. | a 5"     |
| 3    | Manuel Quinziato  | Liquigas     | a 7"     |

### 2ª tappa
- 2 aprile: Zottegem > Koksijde – 228 km

Risultati
| Pos. | Corridore          | Squadra     | Tempo    |
| ---- | ------------------ | ----------- | -------- |
| 1    | Mark Cavendish     | High Road   | 6h06'35" |
| 2    | Francesco Chicchi  | Liquigas    | s.t.     |
| 3    | Sébastien Chavanel | F. des Jeux | s.t.     |

| Pos. | Corridore         | Squadra      | Tempo     |
| ---- | ----------------- | ------------ | --------- |
| 1    | Enrico Gasparotto | Barloworld   | 11h04'35" |
| 2    | Luca Paolini      | Acqua & Sap. | a 5"      |
| 3    | Manuel Quinziato  | Liquigas     | a 7"      |

### 3ª tappa-1ª semitappa
- 3 aprile: De Panne > De Panne – 119 km

Risultati
| Pos. | Corridore         | Squadra    | Tempo    |
| ---- | ----------------- | ---------- | -------- |
| 1    | Mark Cavendish    | High Road  | 2h53'36" |
| 2    | Francesco Chicchi | Liquigas   | s.t.     |
| 3    | Borut Božič       | Slipstream | s.t.     |

| Pos. | Corridore         | Squadra      | Tempo     |
| ---- | ----------------- | ------------ | --------- |
| 1    | Enrico Gasparotto | Barloworld   | 13h58'11" |
| 2    | Luca Paolini      | Acqua & Sap. | a 5"      |
| 3    | Manuel Quinziato  | Liquigas     | a 7"      |

### 3ª tappa-2ª semitappa
- 25 agosto: De Panne – Cronometro individuale – 13,7 km

Risultati
| Pos. | Corridore        | Squadra    | Tempo  |
| ---- | ---------------- | ---------- | ------ |
| 1    | Joost Posthuma   | Rabobank   | 16'27" |
| 2    | Magnus Bäckstedt | Slipstream | a 15"  |
| 3    | Stijn Devolder   | Quick Step | a 16"  |

| Pos. | Corridore         | Squadra    | Tempo     |
| ---- | ----------------- | ---------- | --------- |
| 1    | Joost Posthuma    | Rabobank   | 14h15'05" |
| 2    | Manuel Quinziato  | Liquigas   | a 2"      |
| 3    | Enrico Gasparotto | Barloworld | a 8"      |

## Evoluzione delle classifiche
| Tappa              | Vincitore          | Classifica generale Maglia bianca | Classifica a punti Maglia verde | Classifica scalatori Maglia rossa | Classifica sprint Maglia blu | Classifica a squadre |
| ------------------ | ------------------ | --------------------------------- | ------------------------------- | --------------------------------- | ---------------------------- | -------------------- |
| 1ª                 | Enrico Gasparotto  | Enrico Gasparotto                 | Enrico Gasparotto               | Preben Van Hecke                  | George Hincapie              | Team Barloworld      |
| 2ª                 | Mark Cavendish     | Enrico Gasparotto                 | Luca Paolini                    | Preben Van Hecke                  | David Boucher                | Team Barloworld      |
| 3ª-1ª              | Mark Cavendish     | Enrico Gasparotto                 | Mark Cavendish                  | Preben Van Hecke                  | David Boucher                | Team Barloworld      |
| 3ª-2ª              | Joost Posthuma     | Joost Posthuma                    | Mark Cavendish                  | Preben Van Hecke                  | David Boucher                | Team Barloworld      |
| Classifiche finali | Classifiche finali | Joost Posthuma                    | Mark Cavendish                  | Preben Van Hecke                  | David Boucher                | Team Barloworld      |

## Classifiche finali

### Classifica generale
| Pos. | Corridore         | Squadra      | Tempo     |
| ---- | ----------------- | ------------ | --------- |
| 1    | Joost Posthuma    | Rabobank     | 14h15'05" |
| 2    | Manuel Quinziato  | Liquigas     | a 2"      |
| 3    | Enrico Gasparotto | Barloworld   | a 8"      |
| 4    | Niki Terpstra     | Milram       | a 10"     |
| 5    | Simon Špilak      | Lampre       | a 40"     |
| 6    | Rick Flens        | Rabobank     | a 46"     |
| 7    | Alessandro Ballan | Lampre       | a 53"     |
| 8    | Magnus Bäckstedt  | Slipstream   | a 58"     |
| 9    | Mark Cavendish    | High Road    | a 59"     |
| 10   | Luca Paolini      | Acqua & Sap. | a 1'00"   |

### Classifica a punti
| Pos. | Corridore          | Squadra      | Punti |
| ---- | ------------------ | ------------ | ----- |
| 1    | Mark Cavendish     | T-Mobile     | 30    |
| 2    | Luca Paolini       | Acqua & Sap. | 24    |
| 3    | Manuel Quinziato   | Liquigas     | 22    |
| 4    | Sébastien Chavanel | F. des Jeux  | 21    |
| 5    | Enrico Gasparotto  | Barloworld   | 20    |

### Classifica scalatori
| Pos. | Corridore         | Squadra         | Punti |
| ---- | ----------------- | --------------- | ----- |
| 1    | Preben Van Hecke  | Topsport Vl.    | 40    |
| 2    | Enrico Gasparotto | Barloworld      | 18    |
| 3    | Kevin Neirynck    | Landbouwkrediet | 15    |
| 4    | David Boucher     | Landbouwkrediet | 9     |
| 5    | Luca Paolini      | Acqua & Sap.    | 8     |

### Classifica sprint
| Pos. | Corridore         | Squadra         | Punti |
| ---- | ----------------- | --------------- | ----- |
| 1    | David Boucher     | Landbouwkrediet | 8     |
| 2    | Preben Van Hecke  | Topsport Vl.    | 3     |
| 3    | George Hincapie   | High Road       | 3     |
| 4    | Stijn Devolder    | Quick Step      | 2     |
| 5    | Enrico Gasparotto | Barloworld      | 1     |

### Classifica a squadre
| Pos. | Squadra        | Tempo     |
| ---- | -------------- | --------- |
| 1    | Rabobank       | 42h47'58" |
| 2    | Team High Road | a 23"     |
| 3    | Liquigas       | a 54"     |
| 4    | Quick Step     | a 1'08"   |
| 5    | Lampre         | a 1'13"   |